# Теобальд I (герцог Сполето)
Теобальд I (фр. Théobald Ier de Spolète; умер в 936) — герцог Сполето и Камерино в 928—936 годах.
Единственный исторический источник, в котором он упоминается — «Антаподосис» Лиутпранда Кремонского (книга 4).
Сын Бонифация I, получившего Сполето и Камерино после женитьбы на племяннице итальянского короля Гуго Арльского.
В 926 году Ландольф I Беневентский и его племянник Гвемар II Салернский вторглись в принадлежавшую Византии Апулию, но были изгнаны стратегом Бари. Через три года они повторили попытку, призвав на помощь Теобальда I, и одержали победу.
Теобальд I умер в 936 году, и Гуго Арльский назначил его преемником Анскара.